# Prêmio Memorial Irving G. Thalberg
O Prêmio Memorial Irving G. Thalberg (no original em inglês Irving G. Thalberg Memorial Award) é uma distinção especial atribuída periodicamente a produtores, cujo principal trabalho reflete uma constante produção de filmes de qualidade.
Os distinguidos recebem este prémio na cerimónia dos Governors Awards que tem lugar no Hollywood and Highland Center. Na mesma ocasião são entregues o Prémio Humanitário Jean Hersholt e o Óscar Honorário.
O nome do prêmio é uma homenagem a Irving Thalberg, lendária cabeça da divisão de produção da Metro-Goldwyn-Mayer, que desenvolveu reputação da companhia realizadora de filmes sofisticados. O troféu para o agraciado é um busto de Thalberg, ao invés da familiar estatueta Oscar. Observe-se que vários dos laureados são também diretores.

## Premiados
- 1938 - Darryl F. Zanuck
- 1939 - Hal B. Wallis
  - Outros candidatos (único ano em que foram anunciados os candidatos):

Samuel Goldwyn
Joe Pasternak
David O. Selznick
Hunt Stromberg
Walter Wanger
Darryl F. Zanuck
- 1940 - David O. Selznick
- 1941 - não atribuído
- 1942 - Walt Disney
- 1943 - Sidney Franklin
- 1944 - Hal B. Wallis
- 1945 - Darryl F. Zanuck
- 1946 - não atribuído
- 1947 - Samuel Goldwyn
- 1948 - não atribuído
- 1949 - Jerry Wald
- 1950 - não atribuído
- 1951 - Darryl F. Zanuck
- 1952 - Arthur Freed
- 1953 - Cecil B. DeMille
- 1954 - George Stevens
- 1955 - não atribuído
- 1956 - não atribuído
- 1957 - Buddy Adler
- 1958 - não atribuído
- 1959 - Jack L. Warner
- 1960 - não atribuído
- 1961 - não atribuído
- 1962 - Stanley Kramer
- 1963 - não atribuído
- 1964 - Sam Spiegel
- 1965 - não atribuído
- 1966 - William Wyler
- 1967 - Robert Wise
- 1968 - Alfred Hitchcock
- 1969 - não atribuído
- 1970 - não atribuído
- 1971 - Ingmar Bergman
- 1972 - não atribuído
- 1973 - não atribuído
- 1974 - Lawrence Weingarten
- 1975 - não atribuído
- 1976 - Mervyn LeRoy
- 1977 - Pandro S. Berman
- 1978 - Walter Mirisch
- 1979 - não atribuído
- 1980 - Ray Stark
- 1981 - não atribuído
- 1982 - Albert R. Broccoli
- 1983 - não atribuído
- 1984 - não atribuído
- 1985 - não atribuído
- 1986 - Steven Spielberg
- 1987 - não atribuído
- 1988 - Billy Wilder
- 1989 - não atribuído
- 1990 - não atribuído
- 1991 - David Brown e Richard D. Zanuck
- 1992 - George Lucas
- 1993 - não atribuído
- 1994 - não atribuído
- 1995 - Clint Eastwood
- 1996 - não atribuído
- 1997 - Saul Zaentz
- 1998 - não atribuído
- 1999 - Norman Jewison
- 2000 - Warren Beatty
- 2001 - Dino De Laurentiis
- 2002 - não atribuído
- 2003 - não atribuído
- 2004 - não atribuído
- 2005 - não atribuído
- 2006 - não atribuído
- 2007 - não atribuído
- 2008 - não atribuído
- 2009 - John Calley
- 2010 - não atribuído
- 2011 - Francis Ford Coppola
- 2012 - não atribuído
- 2013 - não atribuído
- 2014 - não atribuído
- 2015 - não atribuído[2]
- 2016 - não atribuído
- 2017 - não atribuído
- 2018 - Kathleen Kennedy e Frank Marshall[3]
- 2025 - Barbara Broccoli e Michael G. Wilson